# 盛宣怀故居 (苏州)
盛宣怀故居位于江苏省苏州市姑苏区天库前48-1/2号。建于清代，为苏州市文物保护单位。

## 历史
盛宣怀（1844年 - 1916年），江苏武进人，清末洋务派代表人物，政治家、企业家。涉足船运、矿务、电报、铁路、纺织、教育、银行、冶金等多个行业，并创立了北洋大学堂、中国通商银行、中国红十字会等，在中国近代商界有举足轻重之地位。
盛宣怀除在出生地常州、逝世地上海外，在苏州也有两处故居。盛宣怀父盛康于1873年购入留园，此后生活于此，盛康去世后，盛宣怀即成为园主，盛宣怀去世后，亦曾停灵于留园。另一处位于阊门西中市天库前48-2号，盛宣怀的曾孙盛承懋回忆，盛宣怀共购入附近99间房屋，而后从常州搬家至此。因盛宣怀长期在全国各地奔波，所以此处故居多数时间为女眷居住。为方便来往，盛宣怀还自阊门修建了一条马路通向留园，为现今的石路。
新中国成立后，天库前的盛宣怀家产多数捐予国家。盛宣怀故居现存有一进大厅，后被盛家后人出售，现为私宅。